# Бем-Канал-Радьерд-Бей
Бем-Канал-Радьерд-Бей — группа вулканов в архипелаге Александра в штате Аляска, США.
Бем-Канал-Радьерд-Бей состоит шлаковых конусов и лавовых потоков, наивысшая точках которых около 500 метров. Состоят преимущественно из базальтов, в меньшей степени из трахиандезитов, оливинов и базальтов. Застывшие лавы встречаются на востоке и юге острова, а также в речных отложениях острова и прибрежной части острова. Вулканическая деятельность происходила в послеледниковый период. Вершины шлаковых конусов покрывают лапилли, пемза, отложения вулканического пепла. Каких-либо зафиксированный сведений о вулканической деятельности в историческое время не зафиксировано.